# Kenkichi Yamamoto
Kenkichi Yamamoto (山本 健吉, Yamamoto Kenkichi, nom véritable Sadakishi Ishibashi, 石橋 貞吉), 6 avril 1907 - 7 mai 1988, est un théoricien japonais de la littérature. Il est marié avec la poétesse Hideno Ishibashi.

## Biographie
Yamamoto étudie à l'université Keiō auprès de Shinobu Orikuchi et collabore au magazine Haiku kenkyū (俳句研究). À partir de 1939, il publie une série d'études sous le titre Watakushi-shishōsetsu sakka ron (私小説作家論, « Sur les auteurs de romans [je] ») dans le journal Hihyō (批評). En 1955, paraît sous le titre Koten to gendai bungaku (« Littérature classique et moderne ») une analyse de l'histoire de la littérature japonaise.
Yamamoto est lauréat du prix Shinchō pour son étude en trois volumes Bashō: sono kanshō to hihyō (芭蕉 その鑑賞と批評 parue en 1955-1956 et consacrée au poète de haiku Matsuo Bashō. Il publie une édition complète en deux volumes des haïku de Basho en 1974. Son Koten to gendai-bungaku est couronné du prix Yomiuri de littérature en 1955. Parmi ses autres écrits on compte Shōsetsu no saihakken (« La redécouverte de la fiction », 1962), Shi no jikaku no rekishi (« L'histoire de la conscience de soi poétique », 1979) et Inochi to katachi (« Vie et forme », 1981), pour lequel il reçoit le prix Noma. Il est décoré de l'Ordre de la Culture en 1983.

## Source de la traduction
- (de) Cet article est partiellement ou en totalité issu de l’article de Wikipédia en allemand intitulé « Yamamoto Kenkichi » (voir la liste des auteurs).